# Carataunas
Carataunas là một đô thị trong tỉnh Granada, Tây Ban Nha. Theo điều tra dân số 2005 (INE), đô thị này có dân số là 198 người.
36°55′B 3°24′T / 36,917°B 3,4°T